# Szentbenedeki csata
A szentbenedeki csata 1664. július 19-én zajlott le Jean-Louis Raduit de Souches tábornok és Ali esztergomi pasa között Garamszentbenedeknél (ma Hronský Beňadik, Szlovákia), s a keresztények győzelmét hozta.
De Souchess dunáninneni hadjáratai során elfoglalta Nyitrát és Zsarnócánál szétverte a váradi pasa seregét is. Ezután egy másik osztrák sereggel egyesülve Léva felé vette az irányt, amelynek őrsége június 14-én kapitulált. Először Souchess le akarta rombolni az erődítményeket, nehogy az ellenség később felhasználhassa, de úgy találta, hogy nagyon jó állapotban vannak. Ezért inkább meghagyta őket, hogy a további hadműveletekben használhassa.

De Souchess sikerei folytán a Felvidéken be is akarta fejezni a bécsi hadvezetés a hadműveleteket, mert délen a Dunántúlon a nagyvezír vezette török fősereg már a Rába felé vette az irányt, hogy a császárváros elfoglalására induljon. Ennek okán a Vág mögé akarták rendelni de Souchess seregét, hogy szükség esetén Bécs segítségére siessen. Ezt Ali pasa, az esztergomi parancsnok ki akarta használni, hogy Lévát és Nyitrát visszafoglalja. A környékről összegyűjtött török hadakkal (k.b 25-30 ezer fő) ostrom alá vette Lévát.

De Souchess a vár felmentésére indult 12 ezer fős seregével, amiből 2000 fő Koháry István és gróf Balassa Bálint vezérletével magyar lovas volt. A törökök számítottak érkezésükre és Szentbenedeknél készenlétben állva várták.

A keresztény sereg július 19-én hajnalban kelt át a Garamon, ahol máris összecsaptak a törökökkel. A harcban az elővédet vezető Koháry elesett, de a törököket meghátrálásra kényszerítették. A menekülő Ali pasa nyomába eredt az osztrák lovasság és a Balassa-féle huszárok, s alaposan megtépték őket. A harcban hatezer török és a pasa is elesett, a csatatéren pedig gazdag zsákmány maradt. Egy nappal később az osztrákok felmentették a várat, s augusztus 1-jén bevonultak Párkányra. Az ottani dunai hidat de Souchess azonnal felgyújtotta.

Ugyanezen a napon Szentgotthárdnál nyílt csatában megállították a török fősereget is.